# Stictopleurus pictus
Stictopleurus pictus är en insektsart som först beskrevs av Franz Xaver Fieber 1861.  Stictopleurus pictus ingår i släktet Stictopleurus, och familjen smalkantskinnbaggar. Arten är reproducerande i Sverige.